# Wietersheim

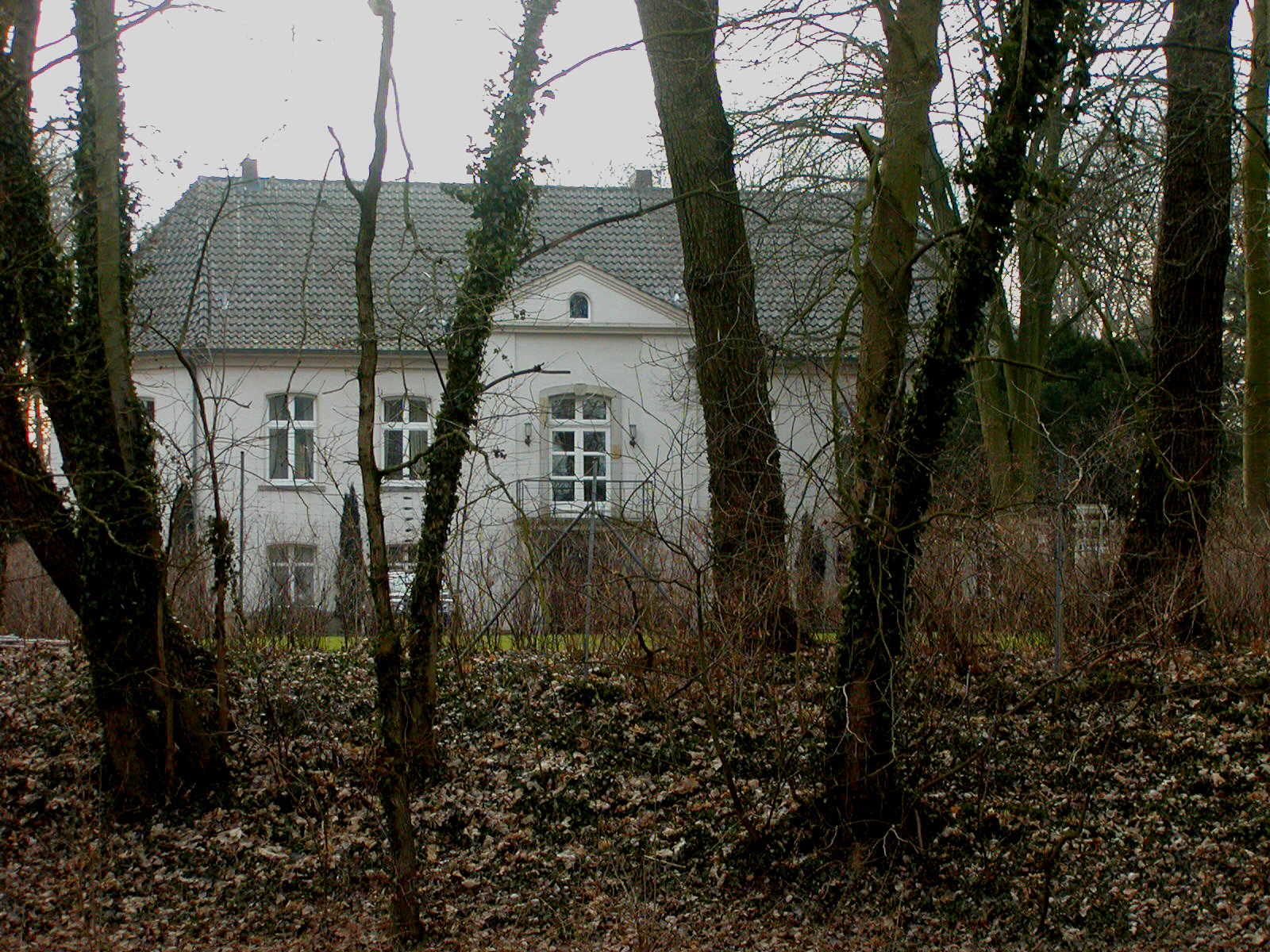
Schloss Wietersheim

Wietersheim ist ein Ortsteil von Petershagen im Kreis Minden-Lübbecke in Ostwestfalen.

## Geographie
Er liegt südlich der Kernstadt; im Osten grenzt Wietersheim an den Ortsteil Frille, im Norden und Westen an die Weser (gegenüber liegen der Ortsteil Kernstadt und der Stadtteil Todtenhausen der Stadt Minden), sowie im Süden an die Stadtteile Leteln-Aminghausen und Päpinghausen der Stadt Minden. Wietersheim liegt an der Bundesstraße 482.

## Geschichte
Erstmals wurde Wietersheim im Jahre 1233 urkundlich erwähnt. Hierbei ging es um den Verkauf einer halben Hufe Land. Die weitere Entwicklung war durch die Besitzer des Schlosses Wietersheim mitbestimmt. Wietersheim gehörte bis zu den Napoleonischen Kriegen zur Vogtei Übernstieg im Amt Hausberge des Fürstentums Minden. Der Ort gehörte von 1807 bis 1813 zum Kanton Windheim des napoleonischen Satellitenstaats Königreich Westphalen und kam 1816 zum neuen Kreis Minden. 1845 wurde der Gutsbezirk Wietersheim von der Gemeinde Wietersheim abgetrennt. Gemeinde und Gutsbezirk gehörten im Kreis Minden zum Amt Windheim. Am 1. Juli 1920 wurde der Gutsbezirk wieder in die Gemeinde Wietersheim eingegliedert.
Aus dem Zeitraum direkt nach dem Ende des Zweiten Weltkrieges ist insbesondere die sogenannte „Polenzeit“ (1945 bis 1949) in Erinnerung geblieben. Die Gegend um Wietersheim wurde durch die britische Militärverwaltung zur Zusammenfassung der im Dritten Reich verschleppten Osteuropäer genutzt, die nach dem Krieg aus deutscher Arbeiterverschleppung befreit wurden. Teilweise mussten die deutschen Einwohner auf Anweisung der britischen Besatzungsmacht ihre Häuser im Gebiet der Gemeinde für die Polen räumen.
Bis zur kommunalen Neugliederung am 1. Januar 1973 durch § 15 Bielefeld-Gesetz war Wietersheim eine Gemeinde im Amt Windheim des Kreises Minden mit einer Gesamtfläche von rund 6,95 km² sowie 1127 Einwohnern (31. Dezember 1972). Wietersheim hatte am 31. Dezember 2022 1110 Einwohner.

## Politik
Die Bevölkerung von Wietersheim wird gegenüber Rat und Verwaltung der Stadt Petershagen seit 1973 durch einen Ortsbürgermeister vertreten, der aufgrund des Wahlergebnisses vom Rat der Stadt Petershagen gewählt wird. 
Friedrich Lange ist Ortsbürgermeister.

## Kultur und Sehenswürdigkeiten
- Im Ort befindet sich seit 1323 das Schloss Wietersheim, das im Lauf der Jahrhunderte mehrmals zerstört und wieder aufgebaut wurde. Zuletzt musste das Schloss 1950 wieder errichtet werden. Es befindet sich heute in Privatbesitz.[6]
- Das älteste, um 1780 gebaute Schulhaus des Ortes ist der Fachwerkbau der Alten Schule im Unterdorf. Ein größeres Schulgebäude wurde ebenfalls als Fachwerkbau errichtet und 1834 eingeweiht. Die Einweihung des dritten und letzten Schulgebäudes von Wietersheim erfolgte am 14. Mai 1904, sie wurde 1968 geschlossen.[7]

Die Kulturgemeinschaft Wietersheim koordiniert die Termine der zahlreichen Vereine.
Weit über die Grenzen des Stadtteiles ist der 1925 gegründete Musikzug der Freiwilligen Feuerwehr Wietersheim-Leteln bekannt. Platzkonzerte, Teilnahme an Festumzügen und Bühnenkonzerte finden zahlreich statt. Das Jahreskonzert lockt alljährlich Anfang November hunderte von Besucher an.